# Дача Казаса
Дача Б. И. Казаса — дача в Евпатории, в Крыму. Дом построен в начале XX века и является памятником архитектуры местного значения. Находится рядом с Дачей Бобовича.

## Расположение
Дача расположена в центральной части Евпатории у берега Чёрного моря. Запроектирована в первом «курортном районе» находится теперь по адресу: город Евпатория, Набережная Горького, 8. По этому же адресу находятся Дача Кривицкого «Остенде» и Дача Бобовича «Джалита» — они вместе входят в состав санатория «Ударник».

## Описание здания
Зданию дачи присуща евпаторийская модернистская архитектура, а сам проект, по определению местных краеведов, приписывается архитектору Павлу Сеферову. Фасад дачи повернут наружу, в сторону улицы. На территории сохранилось несколько насаждений, которыми создавался уют внутреннего дворика и укреплялся почвенный покров.

## История

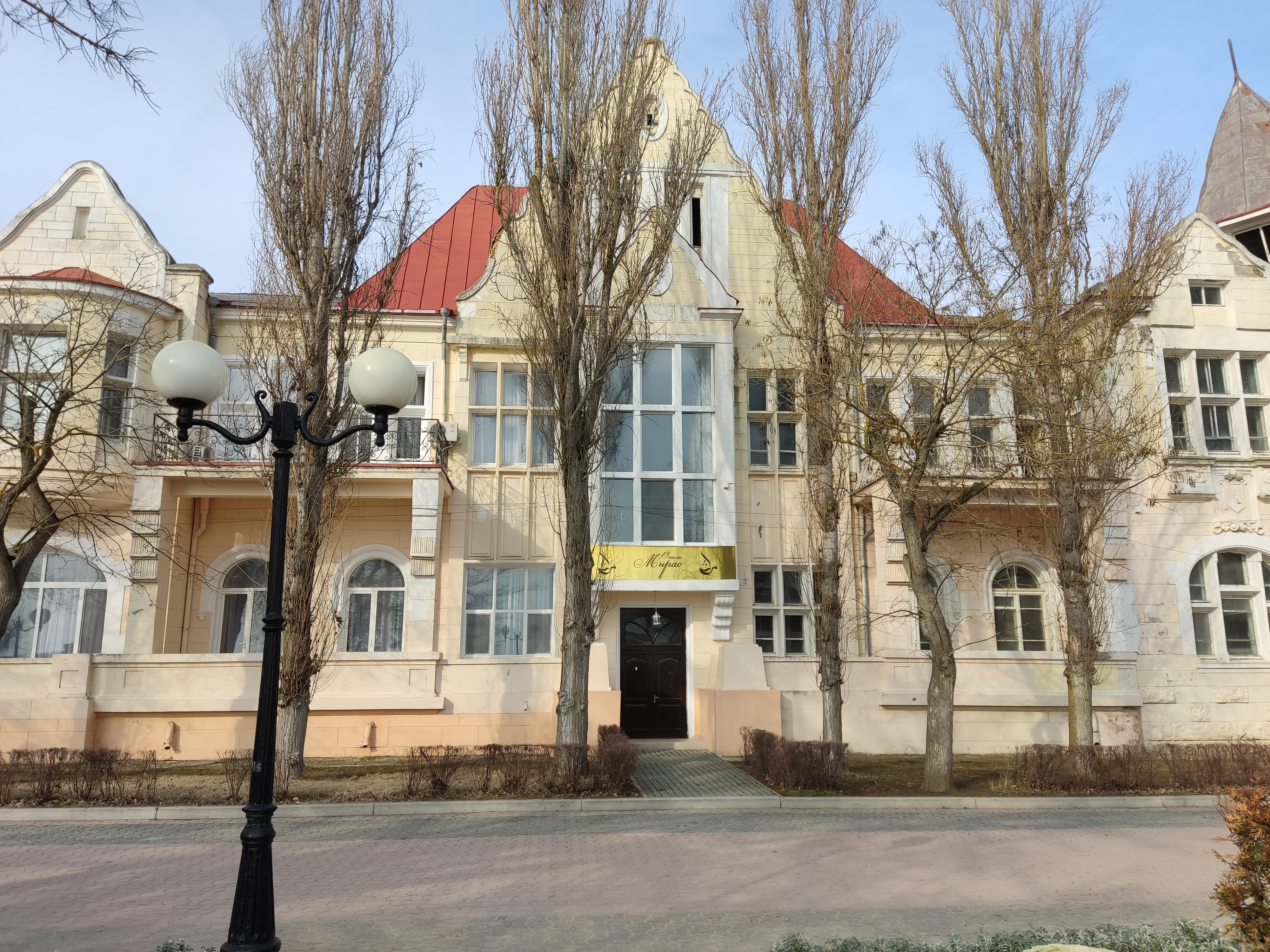
2022 год

Особняк принадлежал городскому врачу, доктору медицины Борису Ильичу Казасу (1861—1922). В 1902 году он предоставил свою дачу для проведения «праздника древонасаждения», в котором участвовали учащиеся и педагоги Александровского караимского духовного училища.

### Расцвет имения
Расцвет имения пришелся на времена Первой мировой войны. Когда большое количество раненых и травмированных российских офицеров были направлены в Крым, чтобы поправить их здоровье. Контраст между бедствием войны и отдыхом в сочетании с целебными свойствами грязекурорта и моря популяризировал Евпаторию. Поэтому владельцы имений радостью отдавали свои здания под пансионы для военных, хоть часть из них так и не выздоравливала.

### Курортный комплекс в советские времена
Радикальные изменения: революция в России, развал империи и Гражданская война, утверждение власти большевиков, привели владельца к её потере. Как следствие, в начале 20-х годов XX век имение Кривицкого было национализировано.
Длительное время бесхозяйственного его использования и разграблений негативно отразилось на самом здании. Она начала приходить в упадок, разрушаться, тогда местные партийные руководители обратились в многочисленные трудовые коллективы СССР взять под шефство большинство «национализированных у буржуев» дач и имений. Таким образом, в городе зародился курорт всесоюзного значения, а с 1925 года на даче начал работать корпус санатория «Ударник».

### Современность
Постановлением кабинета министров Крымской автономной области, дача Казаса относится к памятникам архитектуры и градостроительства и охраняется действующим законодательством. Поскольку уже сложилась традиция, что это здание уже почти сотню лет принадлежала курортному заведению, то здание не отчуждено в городское имущество, а была закреплена за известным санаторием, который и занимается сохранением, реставрацией и содержанием сооружения. Сейчас дача Кривицкого находится на территории курортного центра «Победа» санатория «Ударник»
В помещении дачи расположен корпус лечебного учреждения. Здесь больные лечат: заболевания органов дыхания (нетуберкулезного характера), костно-мышечной системы, нервной системы, системы кровообращения, гинекологические заболевания, кожные заболевания, заболевания опорно-двигательного аппарата, заболевания мочеполовой системы.